# عزت أحمد باشا
البكلربك عزت أحمد باشا هو سياسي عثماني شغل منصب والي دمشق منذ 1856 حتى 1857.

## مناصبه
تولى المناصب التالية:
- والي صيدا (1 ديسمبر 1841–1 يوليو 1842)
- والي دمشق (1856–1857)

## زواجه
في أثناء عمله في بغداد ، تزوج من ابنة علي رضا باشا ، والي بغداد 

وقد أشار الفرمان الذي فصل بموجبه صهره علي باشا إلى عزت أحمد باشا كمصدر للشكاوى ضد الانتهاكات المزعومة لإدارة صهره ، وهذا يدل على الأرجح إلى تداعيات أو خلاف بين  الاثنين ، أو مؤامرة سياسية ضد علي رضا باشا من قبل صهره.

كان لعزة أحمد باشا من زوجته ثلاثة أبناء: عزيز باشا (1835-1903) ، وهو أيضًا حاكم إقليمي متسلسل ؛.
وحقي باشا (توفي عام 1877) ، وهو متصرف بيهاتش ؛  وسليمان بك.